# プブリウス・アエリウス・パエトゥス (紀元前201年の執政官)
プブリウス・アエリウス・パエトゥス（ラテン語: Publius Aelius Paetus、? - 紀元前174年）は、紀元前3世紀後期から紀元前2世紀前半の共和政ローマの政務官。紀元前201年にコンスル（執政官）、紀元前199年にケンソル（監察官）を務めた。

## 出自
プレプス（平民）であるアエリウス氏族の出身。氏族最初の執政官は紀元前337年のプブリウス・アエリウス・パエトゥスであった。カピトリヌスのファスティによれば、父のプラエノーメン（第一名、個人名）はクィントゥス、祖父はプブリウスである。父クィントゥスは神祇官を務めており、紀元前217年の執政官選挙に立候補したが落選、紀元前216年のカンナエの戦いで戦死した。弟のセクストゥス・アエリウス・パエトゥス・カトゥスは紀元前198年に執政官を務めた。
紀元前167年の執政官クィントゥス・アエリウス・パエトゥスは息子である。

## 経歴
紀元前208年、マルクス・クラウディウス・マルケッルスの死去に伴ってアウグル（鳥占官）に就任した。
紀元前204年、アエディリス・プレビス（平民按察官）に選出され、同僚プブリウス・ウィッリウス・タップルスかどちらかが、スキピオの調査に同行した。
同年末には選挙に立候補し、翌紀元前203年のプラエトル（法務官）に同僚と共に当選した。くじ引きによって、パエトゥスは首都に留まり裁判を担当することとなった。ヌミディアのシュファクスを捕らえたことをガイウス・ラエリウスと共に民会で報告した。
紀元前202年、政務官選挙のためにディクタトル（独裁官）ガイウス・セルウィリウス・ゲミヌスが任命されると、マギステル・エクィトゥム（副官）に指名された。伝統的な独裁官制度としては、これが最後のものであった。
紀元前201年、同僚のパトリキ（貴族）グナエウス・コルネリウス・レントゥルスと共に執政官に就任し、ガリア・キサルピナで反乱したガリア人と戦い、インガウニ族と条約を結んだ。レントゥルスは自身の栄光を求めてアフリカへの出征を希望した。ティトゥス・リウィウスによると、パエトゥスはレントゥルスがスキピオを邪魔することは無理と考え、あえてこれに反対しなかったという。年末にはローマに戻り、執政官として翌年の選挙を管理した。
この年、スキピオのアフリカ遠征軍の退役兵士たちにアプリア（現在のプッリャ州）とサムニウムの土地を分配する十人委員会に、クィントゥス・カエキリウス・メテッルス、元上司ゲミヌス、マルクス・セルウィリウス・プレクス・ゲミヌス、元同僚タップルス、ティトゥス・クィンクティウス・フラミニヌスらと共に選出され、翌年も務めた。
紀元前199年、スキピオとともにケンソル（監察官）に就任し、同僚のスキピオをプリンケプス・セナトゥス（元老院第一人者）に指名した。また、弟のセクストゥス、グナエウス・コルネリウス・レントゥルス (紀元前201年の執政官)と共に、ナルニアに植民を追加する三人委員を務めた。
紀元前196年、フラミニヌスのピリッポス5世との交渉を補佐する十人のレガトゥス（使節）の一人に選ばれている。恐らく翌年、アンティオコス3世のヨーロッパ侵攻をフラミニヌスに報告した元同僚タップルスと行動を共にした。
紀元前193年、元同僚タップルス、プブリウス・スルピキウス・ガルバ・マクシムスと共に、アンティオコス3世の元へ派遣された。使節はペルガモンのエウメネス2世を訪問し、続いてエフェソスでミノア王と会談した。これら一連の会議の後、シリアとの戦争は避けられないことが明白となった。
紀元前174年、パエトゥスは流行病のために死亡した。後任アウグルには、息子のクィントゥスが選出されている。最古の法学者の一人と評価されている。

## 参考資料

### 古代の資料
- カピトリヌスのファスティ
- ティトゥス・リウィウス『ローマ建国史』

### 研究書
- Broughton R. Magistrates of the Roman Republic. - New York, 1951. - Vol. I. - P. 600.
- Klebs E. "Aelius" // Paulys Realencyclopädie der classischen Altertumswissenschaft. - 1893. - Bd. I, 1. - Kol. 489.
- Klebs E. "Aelius 101" // Paulys Realencyclopädie der classischen Altertumswissenschaft. - 1893. - Bd. I, 1. - Kol. 526.
- Klebs E. "Aelius 103" // Paulys Realencyclopädie der classischen Altertumswissenschaft. - 1893. - Bd. I, 1. - Kol. 526-527.
- Klebs E. "Aelius 105" // Paulys Realencyclopädie der classischen Altertumswissenschaft. - 1893. - Bd. I, 1. - Kol. 527.
- Münzer F. "Servilius 60" // Paulys Realencyclopädie der classischen Altertumswissenschaft. - 1942. - Bd. II A, 2. - Kol. 1792-1794.
- Münzer F. "Sulpicius 64" // Paulys Realencyclopädie der classischen Altertumswissenschaft. - 1931. - Bd. II, 7. - Kol. 801-808.